# Mugró invertit
Un mugró invertit (també anomenat mugró invaginat, mugró retret o mugró umbilicat) és una condició en què el mugró, en lloc d'apuntar cap a l'exterior, es retreu dins del pit. En alguns casos, el mugró es sobresurt temporalment si s'estimula. Tant les dones com els homes poden tenir els mugrons invertits.

## Causes
Les causes més comunes d'inversió de mugrons són:
- Alteració congènita.
- Trauma que pot ser causat per condicions com ara la necrosi del greix, les cicatrius o el resultat de la cirurgia.
- Mama caiguda o ptosi mamària.
- Càncer de mama: 
  - Carcinoma de mama.
  - Malaltia de mama de Paget.
  - Carcicoma inflamatori de mama.
- Inflamacions o infeccions mamàries:
  - Ectàsia ductal mamari.
  - Abscés mamari.
  - Mastitis.
- Variant genètica de la forma del mugró, com ara: 
  - Síndrome de Weaver.
  - Trastorn congènit de la glicosilació tipus 1A i 1L.
  - Síndrome de Kennerknecht-Sorgo-Oberhoffer.
- Ginecomàstia.
- Holoprosencefàlia, infeccions recurrents i monocitosi.
- Tuberculosi.

Al voltant del 10 - 20% de totes les dones neixen amb aquesta condició. Les variacions més comunes del mugró amb les quals neixen les dones són causades per conductes galactòfors curts o per una arèola ampla.
Els mugrons invertits també poden produir-se després d'una pèrdua de pes sobtada i important.

## Sistema de qualificació

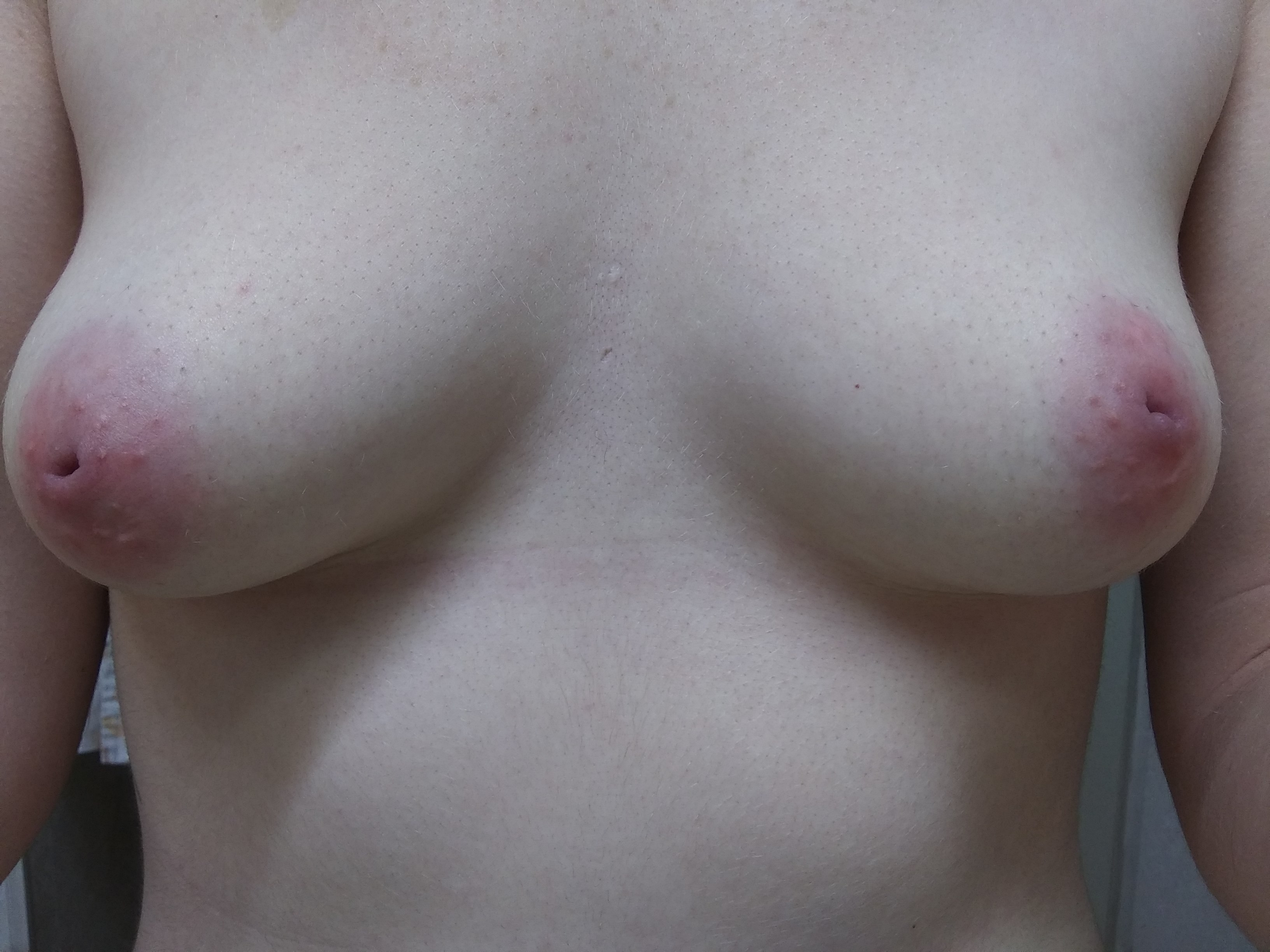
Els mugrons invertits de tots dos pits en una dona humana de 21 anys

Els tres graus de mugrons invertits es defineixen segons la facilitat amb què es pot prolongar el mugró i el grau de fibrosi existent a la mama, així com el dany causat als conductes de la llet.
- El mugró invertit de «grau I» fa referència als mugrons que es poden treure fàcilment, mitjançant la pressió dels dits al voltant de l'arèola. El mugró invertit de grau I manté les seves projeccions i rarament es retreu. A més, els mugrons invertits de grau I poden aparèixer ocasionalment sense manipulació ni pressió.[2] Els conductes galactòfors no estan compromesos i és possible la lactància materna. Són «mugrons tímids». Es creu que té fibrosi mínima o nul·la. No hi ha cap deficiència del teixit tou del mugró. El conducte galactòfor hauria de ser normal sense cap retracció.
- El mugró invertit de «grau II» és el mugró que es pot treure, encara que no tan fàcilment com el grau I, però que es retreu després d'alliberar la pressió. És possible la lactància materna, encara que és més probable que sigui difícil aconseguir alletar còmodament al nadó durant les primeres setmanes després del part; es pot necessitar ajuda addicional. Els mugrons invertits de grau II tenen un grau de fibrosi moderat. Els conductes galactòfors estan lleugerament retrets, però no cal tallar-los per alliberar la fibrosi. A l'examen histològic, aquests mugrons tenen estromes de col·lagen molt rics amb nombrosos feixos de múscul llis.
- El mugró invertit de «grau III» descriu un mugró severament invertit i retractat que poques vegades es pot treure físicament i que requereix una cirurgia per prolongar-se. Sovint, els conductes galactòfors es restringeixen i la lactància és difícil, però no necessàriament impossible. Amb una bona preparació i ajuda, sovint els nadons poden prendre pit i la producció de llet no es veu afectada; després de l'alletament, els mugrons solen ser menys invertits. Les dones amb mugrons invertits de grau III poden patir infeccions, erupcions o problemes d'higiene del mugró. La fibrosi és notable i els conductes galactòfors són curts i es retreuen greument. El gruix del teixit tou no és suficient en el mugró. Histològicament, s'observen unitats lobulars de conductes terminals atròfiques i fibrosi severa.

## Embaràs i lactància
Els individus amb mugrons invertits poden trobar que els seus mugrons es prolonguen (surten) de manera temporal o permanent durant l'embaràs o a conseqüència de la lactància. La majoria de dones amb mugrons invertits que donen a llum poden alletar sense complicacions, però les mares sense experiència poden experimentar un dolor superior a la mitjana quan intenten inicialment alletar. Quan una mare utilitza una tècnica adequada de lactància materna, el nadó es fixa a l'arèola, no al mugró, de manera que les dones amb mugrons invertits són capaces d'alliberar-los sense cap problema. Un nadó que es pugui alletar pot ser capaç de treure un mugró invertit. L'ús d'un tirallet o un altre dispositiu d'aspiració immediatament abans d'una alimentació pot ajudar a treure els mugrons invertits. Algunes dones també troben que utilitzar una mugronera pot ajudar a facilitar la lactància.
L'estimulació freqüent, com ara les relacions sexuals i els jocs previs (com el succió del mugró), també ajuda a la prolongació del mugró.

## Pírcing
Un altre mètode de prolongació dels mugrons umbilicats és que el mugró sigui perforat. Aquest mètode tan sols serà eficaç si el mugró es pot allargar temporalment. Si s'ha perforat quan es prolonga, la joieria pot impedir que el mugró torni al seu estat umbilicat. L'èxit d'aquest mètode, d'un punt de vista cosmètic, és mixt. El pírcing realment pot corregir el teixit conjuntiu massa estirat per a permetre que el mugró es desprengui del teixit connectiu subjacent i reprengui un aspecte més típic.

## Altres estratègies correctives
Altres estratègies per prolongar els mugrons invertits inclouen estimular regularment els mugrons a un estat que sobresurtin, en un intent per afluixar gradualment el teixit del mugró. Algunes joguines sexuals dissenyades per a l'estimulació del mugró, com ara ventoses o pinces, també poden provocar que els mugrons invertits es prolonguin o es mantinguin prolongats. Alguns dispositius especials estan dissenyats específicament per estirar els mugrons invertits, o es pot construir un xuclador de mugrons casolà amb una xeringa d'un sol ús de 10 ml. Aquests mètodes s'utilitzen sovint en preparació per a la lactància, que de vegades pot provocar una prolongació permanent dels mugrons invertits.
Dos mètodes que ara es descoratgen són els protectors de mugrons i la tècnica de Hoffman. Els protectors de mugrons es poden utilitzar per a aplicar una suau pressió constant a l'arèola, provant de trencar les adherències sota la pell que eviten que el mugró surti. Els protectors es porten a l'interior del sostenidor. La tècnica de Hoffman és un exercici d'estirament del mugró que pot ajudar a afluixar les adherències de la base del mugró quan es fa diverses vegades al dia. Tot i que ambdues tècniques estan molt promogudes, un estudi de 1992 va descobrir que no sols les proteccions de mugrons i la tècnica de Hoffman no ajudava a la lactància, sinó que també potser la interrompen.